# Kampanj (datorspel)
Denna artikel behandlar kampanjer i datorspel, för den generella termen, se Kampanj.
En kampanj i ett datorspel är en serie nivåer, banor eller scenarier, eller ett enda sammanhängande scenario, som bildar en berättelse. Termen används främst inom strategispels-genren men även inom datorkrigsspel och förstapersonsskjutare (Battlefield, Call of Duty) i betydelsen "fälttåg" eller "härtåg".
Ett datorspel kan innehålla flera kampanjer, som antingen utgör två gruppers motsatta berättelser (till exempel Warcraft II eller Command & Conquer) eller sekvenser i samma berättelse (till exempel Starcraft). Det är vanligt att spelen innehåller en kampanj för varje spelbar fraktion i spelet. En annan variant är att ett spel har en stor kampanj där spelaren kan välja sidor och påverka utgången själv (till exempel Total War).